# Lekkoatletyka na Letnich Igrzyskach Olimpijskich 2020 – bieg na 200 m kobiet
Bieg na 200 metrów kobiet był jedną z konkurencji lekkoatletycznych rozgrywanych podczas igrzysk olimpijskich w Tokio.
Wystartowało 41 zawodniczek z 31 krajów.

## Terminarz
Godziny rozpoczęcia podane są w czasie tokijskim.
| Data                          | Godzina |           |
| ----------------------------- | ------- | --------- |
| Poniedziałek, 2 sierpnia 2021 | 09:00   | Runda 1   |
| Poniedziałek, 2 sierpnia 2021 | 19:00   | Półfinały |
| Wtorek, 3 sierpnia 2021       | 19:00   | Finał     |

## Rekordy
|                   | Zawodnik                 | Wynik   | Miejsce               | Data             |
| ----------------- | ------------------------ | ------- | --------------------- | ---------------- |
| Rekord świata     | Florence Griffith-Joyner | 21,34 s | Korea Południowa Seul | 29 września 1988 |
| Rekord olimpijski | Florence Griffith-Joyner | 21,34   | Korea Południowa Seul | 29 września 1988 |

## Runda 1
Rozegrano 7 biegów eliminacyjnych. Do półfinału awansowały 3 pierwsze zawodniczki z każdego biegu oraz 3 z najlepszymi czasami.

### Bieg 1
| Poz. | Zawodniczka             | Reprezentacja            | Czas  | Uwagi |
| ---- | ----------------------- | ------------------------ | ----- | ----- |
| 1.   | Marie Josée Ta Lou      | Wybrzeże Kości Słoniowej | 22,30 | Q     |
| 2.   | Shaunae Miller-Uibo     | Bahamy                   | 22,40 | Q     |
| 3.   | Nzubechi Grace Nwokocha | Nigeria                  | 22,47 | Q     |
| 4.   | Gloria Hooper           | Włochy                   | 23,16 | q     |
| 5.   | Ana Azevedo             | Brazylia                 | 23,20 | SB    |
| 6.   | Olga Safronowa          | Kazachstan               | 23,64 |       |

### Bieg 2
| Poz. | Zawodniczka                  | Reprezentacja    | Czas  | Uwagi |
| ---- | ---------------------------- | ---------------- | ----- | ----- |
| 1.   | Shelly-Ann Fraser-Pryce      | Jamajka          | 22,22 | Q     |
| 2.   | Beatrice Masilingi           | Namibia          | 22,63 | Q     |
| 3.   | Dafne Schippers              | Holandia         | 23,13 | Q     |
| 4.   | Lisa-Marie Kwayie            | Niemcy           | 23,14 | q     |
| 5.   | Rafaela Spanudaki-Chadziriga | Grecja           | 23,16 | q     |
| 6.   | Lucia Moris                  | Sudan Południowy | 25,24 |       |
| 7.   | Najma Parveen                | Pakistan         | 28,12 | SB    |

### Bieg 3
| Poz. | Zawodniczka       | Reprezentacja     | Czas  | Uwagi |
| ---- | ----------------- | ----------------- | ----- | ----- |
| 1.   | Mujinga Kambundji | Szwajcaria        | 22,26 | Q =   |
| 2.   | Anavia Battle     | Stany Zjednoczone | 22,54 | Q     |
| 3.   | Gémima Joseph     | Francja           | 22,94 | Q     |
| 4.   | Jaël Bestué       | Hiszpania         | 23,19 | PB    |
| 5.   | Inna Еftimowa     | Bułgaria          | 23,42 |       |

### Bieg 4
| Poz. | Zawodniczka             | Reprezentacja     | Czas  | Uwagi |
| ---- | ----------------------- | ----------------- | ----- | ----- |
| 1.   | Christine Mboma         | Namibia           | 22,11 | Q     |
| 2.   | Gabrielle Thomas        | Stany Zjednoczone | 22,20 | Q     |
| 3.   | Aminatou Seyni          | Niger             | 22,72 | Q     |
| 4.   | Rhoda Njobvu            | Zambia            | 23,33 |       |
| 5.   | Jessica-Bianca Wessolly | Niemcy            | 23,41 |       |
| 6.   | Vitória Cristina Rosa   | Brazylia          | 23,59 |       |
| 7.   | Dutee Chand             | Indie             | 23,85 | SB    |

### Bieg 5
| Poz. | Zawodniczka             | Reprezentacja | Czas  | Uwagi |
| ---- | ----------------------- | ------------- | ----- | ----- |
| 1.   | Anthonique Strachan     | Bahamy        | 22,76 | Q =   |
| 2.   | Lorène Bazolo           | Portugalia    | 23,21 | Q     |
| 3.   | Dalia Kaddari           | Włochy        | 23,26 | Q     |
| 4.   | Shericka Jackson        | Jamajka       | 23,26 |       |
| 5.   | Iwet Łałowa-Collio      | Bułgaria      | 23,39 | SB    |
| 6.   | Shanti Veronica Pereira | Singapur      | 23,96 | SB    |

### Bieg 6
| Poz. | Zawodniczka           | Reprezentacja   | Czas  | Uwagi |
| ---- | --------------------- | --------------- | ----- | ----- |
| 1.   | Crystal Emmanuel      | Kanada          | 22,74 | Q     |
| 2.   | Beth Dobbin           | Wielka Brytania | 22,78 | Q =   |
| 3.   | Elaine Thompson-Herah | Jamajka         | 22,86 | Q     |
| 4.   | Imke Vervaet          | Belgia          | 23,05 | q     |
| 5.   | Phil Healy            | Irlandia        | 23,21 | SB    |

### Bieg 7
| Poz. | Zawodniczka          | Reprezentacja     | Czas  | Uwagi |
| ---- | -------------------- | ----------------- | ----- | ----- |
| 1.   | Jenna Prandini       | Stany Zjednoczone | 22,56 | Q     |
| 2.   | Gina Bass            | Gambia            | 22,74 | Q     |
| 3.   | Riley Day            | Australia         | 22,94 | Q     |
| 4.   | Maja Mihalinec-Zidar | Słowenia          | 23,62 | SB    |
| 5.   | Kristina Knott       | Filipiny          | 23,80 |       |
| 6.   | Jamile Samuel        | Holandia          | DNS   |       |

## Półfinały
Do fianału awansowały dwie pierwsze zawodniczki z każdego biegu oraz dwie z najlepszymi czasami.

### Bieg 1
| Poz. | Zawodniczka             | Reprezentacja     | Czas  | Uwagi |
| ---- | ----------------------- | ----------------- | ----- | ----- |
| 1.   | Shelly-Ann Fraser-Pryce | Jamajka           | 22,13 | Q     |
| 2.   | Beatrice Masilingi      | Namibia           | 22,40 | Q     |
| 3.   | Anthonique Strachan     | Bahamy            | 22,56 | SB    |
| 4.   | Riley Day               | Australia         | 22,56 | PB    |
| 5.   | Jenna Prandini          | Stany Zjednoczone | 22,57 |       |
| 6.   | Dafne Schippers         | Holandia          | 23,03 |       |
| 7.   | Lorène Bazolo           | Portugalia        | 23,20 |       |
| 8.   | Lisa-Marie Kwayie       | Niemcy            | 23,42 |       |

### Bieg 2
| Poz. | Zawodniczka                  | Reprezentacja     | Czas  | Uwagi |
| ---- | ---------------------------- | ----------------- | ----- | ----- |
| 1.   | Elaine Thompson-Herah        | Jamajka           | 21,66 | Q =   |
| 2.   | Christine Mboma              | Namibia           | 21,97 | Q     |
| 3.   | Gabrielle Thomas             | Stany Zjednoczone | 22,01 | q     |
| 4.   | Gina Bass                    | Gambia            | 22,67 |       |
| 5.   | Beth Dobbin                  | Wielka Brytania   | 22,85 |       |
| 6.   | Crystal Emmanuel             | Kanada            | 23,05 |       |
| 7.   | Gémima Joseph                | Francja           | 23,19 |       |
| 8.   | Gloria Hooper                | Włochy            | 23,28 |       |
| 9.   | Rafaela Spanudaki-Chadziriga | Grecja            | 23,38 |       |

### Bieg 3
| Poz. | Zawodniczka             | Reprezentacja            | Czas  | Uwagi |
| ---- | ----------------------- | ------------------------ | ----- | ----- |
| 1.   | Marie Josée Ta Lou      | Wybrzeże Kości Słoniowej | 22,11 | Q     |
| 2.   | Shaunae Miller-Uibo     | Bahamy                   | 22,14 | Q     |
| 3.   | Mujinga Kambundji       | Szwajcaria               | 22,26 | q =   |
| 4.   | Nzubechi Grace Nwokocha | Nigeria                  | 22,47 | =     |
| 5.   | Aminatou Seyni          | Niger                    | 22,54 | NR    |
| 6.   | Anavia Battle           | Stany Zjednoczone        | 23,02 |       |
| 7.   | Imke Vervaet            | Belgia                   | 23,31 |       |
| 8.   | Dalia Kaddari           | Włochy                   | 23,41 |       |

## Finał
| Poz. | Zawodniczka             | Reprezentacja            | Czas  | Uwagi |
| ---- | ----------------------- | ------------------------ | ----- | ----- |
| 1.   | Elaine Thompson-Herah   | Jamajka                  | 21,53 | NR    |
| 2.   | Christine Mboma         | Namibia                  | 21,81 | [ 2 ] |
| 3.   | Gabrielle Thomas        | Stany Zjednoczone        | 21,87 |       |
| 4.   | Shelly-Ann Fraser-Pryce | Jamajka                  | 21,94 |       |
| 5.   | Marie Josée Ta Lou      | Wybrzeże Kości Słoniowej | 22,27 |       |
| 6.   | Beatrice Masilingi      | Namibia                  | 22,28 | PB    |
| 7.   | Mujinga Kambundji       | Szwajcaria               | 22,30 |       |
| 8.   | Shaunae Miller-Uibo     | Bahamy                   | 24,00 |       |